# KNVB Beker 2016/17 (vrouwen)
De 37e editie van de KNVB Beker voor vrouwen ging op 20 augustus 2016 van start met de groepsfase en eindigde op 2 juni 2017 met de finale. In de achtste finale stroomden de Eredivisie-teams in en begon tevens de knock-outfase.
In de finale kwamen AFC Ajax, enkelvoudig bekerwinnaar (2014) en PSV, tegen elkaar uit. Ajax zegevierde in het Kyocera Stadion, de wedstrijd eindigde in een 2–0 overwinning door doelpunten van Desiree van Lunteren en Marjolijn van den Bighelaar.

## Landelijke beker
Opzet
Deze editie van de KNVB Beker voor vrouwen begon met de groepsfase van tweeëntwintig poules. Vanaf de eerste tussenronde volgde de knock-outfase.

### Deelnemers
Er namen dit seizoen 96 clubteams deel. Acht clubs uit de Eredivisie en 88 amateurverenigingen uit de landelijke competities in de Topklasse, Hoofdklasse en Eerste klasse.
| N | Competitie            | Clubs                   | Clubs                      | Clubs                   | Clubs              |
| - | --------------------- | ----------------------- | -------------------------- | ----------------------- | ------------------ |
| 1 | Eredivisie            | Achilles '29            | ADO Den Haag               | Ajax                    | sc Heerenveen      |
| 1 | Eredivisie            | PSV                     | PEC Zwolle                 | FC Twente               | SC Telstar VVNH    |
| 2 | Topklasse             | ASV Wartburgia          | SV Saestum                 | DTS Ede                 | SC Buitenveldert   |
| 2 | Topklasse             | Ter Leede               | BVV Barendrecht            | VV Eldenia              | RVVH               |
| 2 | Topklasse             | Jong ADO Den Haag       | RKHVV                      | SC Woezik               | Jong Telstar       |
| 3 | Hoofdklasse zaterdag  | Oranje Nassau Groningen | Vv SSS                     | Ter Leede II            | Jong PEC Zwolle    |
| 3 | Hoofdklasse zaterdag  | Be Quick '28            | RCL                        | VV Heerenveen           | HTC                |
| 3 | Hoofdklasse zaterdag  | SteDoCo                 | VIOD                       | VV IJzendijke           | Sporting '70       |
| 3 | Hoofdklasse zondag    | S.V. Fortuna Wormerveer | Victoria Boys              | Venlosche Boys          | RKSV Prinses Irene |
| 3 | Hoofdklasse zondag    | VV DSE                  | VV 't Zandt                | SV Someren              | SV Venray          |
| 3 | Hoofdklasse zondag    | RKSV Nuenen             | SC Buitenveldert II        | VV Maarssen             | Fortuna '54        |
| 3 | Hoofdklasse zondag    | EVV Eindhoven AV        | VV Kolping Boys            |                         |                    |
| 4 | Eerste klasse Groep A | VV Reiger Boys          | SC Klarenbeek              | FC Rijnvogels           | RKVV DSS           |
| 4 | Eerste klasse Groep A | SV Smerdiek             | Odysseus '91               | IJFC                    | VV Rhoon           |
| 4 | Eerste klasse Groep A | CVV Berkel              | BVV Barendrecht II         | ASV Wartburgia II       | VV Unicum          |
| 4 | Eerste klasse Groep B | ASC '62                 | Heerenveense Boys          | Be Quick '28 II         | SC Stiens          |
| 4 | Eerste klasse Groep B | VV de Weide             | Oranje Nassau Groningen II | VV Vitesse '63          | VV Hollandscheveld |
| 4 | Eerste klasse Groep B | VV Sint Annaparochie    | ONS Sneek                  | GSVV The Knickerbockers | Be Quick Dokkum    |
| 4 | Eerste klasse Groep C | VV Rigtersbleek         | FC Berghuizen              | VV Witkampers           | SDO Bussum         |
| 4 | Eerste klasse Groep C | VV Hoogland             | RKSV De Zweef              | VV Eldenia II           | Alcmaria Victrix   |
| 4 | Eerste klasse Groep C | WVC                     | RKDEO                      | SC Purmerland           | RKVV Velsen        |
| 4 | Eerste klasse Groep D | VV Bavel                | VV Amstenrade              | Vv Trekvogels           | FC Gelre           |
| 4 | Eerste klasse Groep D | RKVV Schijf             | VDZ                        | RKSV Bekkerveld         | VV Baronie         |
| 4 | Eerste klasse Groep D | OVV '67                 | RKSV BSC                   | VV Nooit Gedacht        | SSS'18             |
| – | CTO                   | CTO Amsterdam           | CTO Eindhoven              |                         |                    |

Legenda
| Kleur | Resultaat                           |
| ----- | ----------------------------------- |
|       | Winnaar                             |
|       | Verliezend finalist                 |
|       | Uitgeschakeld in de halve finales   |
|       | Uitgeschakeld in de kwartfinales    |
|       | Uitgeschakeld in de achtste finales |
|       | Uitgeschakeld in de 2e ronde        |
|       | Uitgeschakeld in de 1e ronde        |
|       | Uitgeschakeld in de tussenronde     |
|       | Uitgeschakeld in de groepsfase      |

### Wedstrijden

#### Groepsfase
Speeldata
| Fase       | Ronde      | speeldata                                |
| ---------- | ---------- | ---------------------------------------- |
| Groepsfase | Speeldag 1 | 20, 21, 30, 31 augustus en 6 september   |
| Groepsfase | Speeldag 2 | 24 en 30 augustus                        |
| Groepsfase | Speeldag 3 | 27, 28, 31 augustus en 6 en 28 september |

Legenda
| # | Reden                                        |
| - | -------------------------------------------- |
|   | Heeft zich geplaatst voor de volgende ronde. |

Groep 1
| # | Club             | Wedstrijden | Wedstrijden | Wedstrijden | Wedstrijden | Doelpunten | Doelpunten | Doelpunten | Punten |
| - | ---------------- | ----------- | ----------- | ----------- | ----------- | ---------- | ---------- | ---------- | ------ |
| # | Club             | G           | W           | G           | V           | V          | T          | Saldo      | Punten |
| 1 | Jong Telstar     | 3           | 3           | 0           | 0           | 17         | 2          | +15        | 9      |
| 2 | VV Reiger Boys   | 3           | 1           | 1           | 1           | 4          | 4          | 0          | 4      |
| 3 | Alcmaria Victrix | 3           | 1           | 1           | 1           | 3          | 11         | −8         | 4      |
| 4 | VV Kolping Boys  | 3           | 0           | 0           | 3           | 1          | 8          | −7         | 0      |

Groep 2
| # | Club               | Wedstrijden | Wedstrijden | Wedstrijden | Wedstrijden | Doelpunten | Doelpunten | Doelpunten | Punten |
| - | ------------------ | ----------- | ----------- | ----------- | ----------- | ---------- | ---------- | ---------- | ------ |
| # | Club               | G           | W           | G           | V           | V          | T          | Saldo      | Punten |
| 1 | CTO Amsterdam      | 3           | 3           | 0           | 0           | 24         | 1          | +23        | 9      |
| 2 | Fortuna Wormerveer | 3           | 1           | 1           | 1           | 14         | 3          | +11        | 4      |
| 3 | RKVV DSS           | 3           | 1           | 1           | 1           | 12         | 8          | +4         | 4      |
| 4 | RKVV Velsen        | 3           | 0           | 0           | 3           | 0          | 38         | −38        | 0      |

Groep 3
| # | Club              | Wedstrijden | Wedstrijden | Wedstrijden | Wedstrijden | Doelpunten | Doelpunten | Doelpunten | Punten |
| - | ----------------- | ----------- | ----------- | ----------- | ----------- | ---------- | ---------- | ---------- | ------ |
| # | Club              | G           | W           | G           | V           | V          | T          | Saldo      | Punten |
| 1 | SC Buitenveldert  | 2           | 2           | 0           | 0           | 13         | 1          | +12        | 6      |
| 2 | Ter Leede II      | 2           | 1           | 0           | 1           | 4          | 3          | +1         | 3      |
| 3 | ASV Wartburgia II | 2           | 0           | 0           | 2           | 0          | 13         | −13        | 0      |
| 4 | SC Purmerland     | 0           | 0           | 0           | 0           | 0          | 0          | 0          | 0      |

* SC Purmerland trok zich terug;
Groep 4
| # | Club                | Wedstrijden | Wedstrijden | Wedstrijden | Wedstrijden | Doelpunten | Doelpunten | Doelpunten | Punten |
| - | ------------------- | ----------- | ----------- | ----------- | ----------- | ---------- | ---------- | ---------- | ------ |
| # | Club                | G           | W           | G           | V           | V          | T          | Saldo      | Punten |
| 1 | ASV Wartburgia      | 3           | 3           | 0           | 0           | 9          | 4          | +5         | 9      |
| 2 | Odysseus '91        | 3           | 2           | 0           | 1           | 5          | 4          | +1         | 6      |
| 3 | SDO Bussum          | 3           | 1           | 0           | 2           | 6          | 9          | −3         | 3      |
| 4 | SC Buitenveldert II | 3           | 0           | 0           | 3           | 4          | 7          | −3         | 0      |

Groep 5
| # | Club         | Wedstrijden | Wedstrijden | Wedstrijden | Wedstrijden | Doelpunten | Doelpunten | Doelpunten | Punten |
| - | ------------ | ----------- | ----------- | ----------- | ----------- | ---------- | ---------- | ---------- | ------ |
| # | Club         | G           | W           | G           | V           | V          | T          | Saldo      | Punten |
| 1 | SV Saestum   | 3           | 3           | 0           | 0           | 8          | 1          | +7         | 9      |
| 2 | Sporting '70 | 3           | 1           | 1           | 1           | 1          | 2          | −1         | 4      |
| 3 | IJFC         | 3           | 1           | 0           | 2           | 2          | 3          | −1         | 3      |
| 4 | VV Maarssen  | 3           | 0           | 1           | 2           | 0          | 5          | −5         | 1      |

Groep 6
| # | Club          | Wedstrijden | Wedstrijden | Wedstrijden | Wedstrijden | Doelpunten | Doelpunten | Doelpunten | Punten |
| - | ------------- | ----------- | ----------- | ----------- | ----------- | ---------- | ---------- | ---------- | ------ |
| # | Club          | G           | W           | G           | V           | V          | T          | Saldo      | Punten |
| 1 | Ter Leede     | 3           | 3           | 0           | 0           | 18         | 1          | +17        | 9      |
| 2 | FC Rijnvogels | 3           | 2           | 0           | 1           | 9          | 6          | +3         | 6      |
| 3 | RCL           | 3           | 1           | 0           | 2           | 5          | 7          | −2         | 3      |
| 4 | WVC           | 3           | 0           | 0           | 3           | 5          | 23         | −18        | 0      |

Groep 7
| # | Club              | Wedstrijden | Wedstrijden | Wedstrijden | Wedstrijden | Doelpunten | Doelpunten | Doelpunten | Punten |
| - | ----------------- | ----------- | ----------- | ----------- | ----------- | ---------- | ---------- | ---------- | ------ |
| # | Club              | G           | W           | G           | V           | V          | T          | Saldo      | Punten |
| 1 | Jong ADO Den Haag | 3           | 3           | 0           | 0           | 21         | 1          | +20        | 9      |
| 2 | Vv SSS            | 3           | 2           | 0           | 1           | 7          | 6          | +1         | 6      |
| 3 | CVV Berkel        | 3           | 1           | 0           | 2           | 10         | 12         | −2         | 3      |
| 4 | RKDEO             | 3           | 0           | 0           | 3           | 0          | 19         | −19        | 0      |

Groep 8
| # | Club          | Wedstrijden | Wedstrijden | Wedstrijden | Wedstrijden | Doelpunten | Doelpunten | Doelpunten | Punten |
| - | ------------- | ----------- | ----------- | ----------- | ----------- | ---------- | ---------- | ---------- | ------ |
| # | Club          | G           | W           | G           | V           | V          | T          | Saldo      | Punten |
| 1 | VV IJzendijke | 3           | 2           | 1           | 0           | 10         | 1          | +9         | 7      |
| 2 | VV DSE        | 3           | 2           | 1           | 0           | 5          | 2          | +3         | 7      |
| 3 | SV Smerdiek   | 3           | 1           | 0           | 2           | 7          | 9          | −2         | 3      |
| 4 | RKSV BSC      | 3           | 0           | 0           | 3           | 2          | 12         | −10        | 0      |

Groep 9
| # | Club               | Wedstrijden | Wedstrijden | Wedstrijden | Wedstrijden | Doelpunten | Doelpunten | Doelpunten | Punten |
| - | ------------------ | ----------- | ----------- | ----------- | ----------- | ---------- | ---------- | ---------- | ------ |
| # | Club               | G           | W           | G           | V           | V          | T          | Saldo      | Punten |
| 1 | RVVH               | 3           | 3           | 0           | 0           | 13         | 2          | +11        | 9      |
| 2 | SteDoCo            | 3           | 1           | 0           | 2           | 6          | 5          | +1         | 3      |
| 3 | BVV Barendrecht II | 3           | 1           | 0           | 2           | 7          | 9          | −2         | 3      |
| 4 | RKVV Schijf        | 3           | 1           | 0           | 2           | 3          | 13         | −10        | 3      |

Groep 10
| # | Club            | Wedstrijden | Wedstrijden | Wedstrijden | Wedstrijden | Doelpunten | Doelpunten | Doelpunten | Punten |
| - | --------------- | ----------- | ----------- | ----------- | ----------- | ---------- | ---------- | ---------- | ------ |
| # | Club            | G           | W           | G           | V           | V          | T          | Saldo      | Punten |
| 1 | SC 't Zand      | 3           | 3           | 0           | 0           | 15         | 4          | +11        | 9      |
| 2 | BVV Barendrecht | 3           | 2           | 0           | 1           | 8          | 3          | +5         | 6      |
| 3 | VV Baronie      | 3           | 1           | 0           | 2           | 3          | 13         | −10        | 3      |
| 4 | VV Rhoon        | 3           | 0           | 0           | 3           | 5          | 11         | −6         | 0      |

Groep 11
| # | Club             | Wedstrijden | Wedstrijden | Wedstrijden | Wedstrijden | Doelpunten | Doelpunten | Doelpunten | Punten |
| - | ---------------- | ----------- | ----------- | ----------- | ----------- | ---------- | ---------- | ---------- | ------ |
| # | Club             | G           | W           | G           | V           | V          | T          | Saldo      | Punten |
| 1 | CTO Eindhoven    | 3           | 3           | 0           | 0           | 30         | 0          | +30        | 9      |
| 2 | RKSV Nuenen      | 3           | 2           | 0           | 1           | 7          | 10         | −3         | 6      |
| 3 | VV Bavel         | 3           | 1           | 0           | 2           | 5          | 11         | −6         | 3      |
| 4 | VV Nooit Gedacht | 3           | 0           | 0           | 3           | 0          | 21         | −21        | 0      |

Groep 12
| # | Club             | Wedstrijden | Wedstrijden | Wedstrijden | Wedstrijden | Doelpunten | Doelpunten | Doelpunten | Punten |
| - | ---------------- | ----------- | ----------- | ----------- | ----------- | ---------- | ---------- | ---------- | ------ |
| # | Club             | G           | W           | G           | V           | V          | T          | Saldo      | Punten |
| 1 | VV Amstenrade    | 3           | 3           | 0           | 0           | 12         | 3          | +9         | 9      |
| 2 | EVV Eindhoven AV | 3           | 2           | 0           | 1           | 15         | 5          | +10        | 6      |
| 3 | OVV '67          | 3           | 1           | 0           | 2           | 2          | 17         | −15        | 3      |
| 4 | Venlosche Boys   | 3           | 0           | 0           | 3           | 3          | 7          | −4         | 0      |

Groep 13
| # | Club            | Wedstrijden | Wedstrijden | Wedstrijden | Wedstrijden | Doelpunten | Doelpunten | Doelpunten | Punten |
| - | --------------- | ----------- | ----------- | ----------- | ----------- | ---------- | ---------- | ---------- | ------ |
| # | Club            | G           | W           | G           | V           | V          | T          | Saldo      | Punten |
| 1 | VV Eldenia      | 2           | 2           | 0           | 0           | 7          | 0          | +7         | 6      |
| 2 | SV Venray       | 2           | 1           | 0           | 1           | 2          | 2          | 0          | 3      |
| 3 | Fortuna '54     | 2           | 0           | 0           | 2           | 0          | 7          | −7         | 0      |
| 4 | RKSV Bekkerveld | 0           | 0           | 0           | 0           | 0          | 0          | 0          | 0      |

* RKSV Bekkerveld trok zich terug;
Groep 14
| # | Club          | Wedstrijden | Wedstrijden | Wedstrijden | Wedstrijden | Doelpunten | Doelpunten | Doelpunten | Punten |
| - | ------------- | ----------- | ----------- | ----------- | ----------- | ---------- | ---------- | ---------- | ------ |
| # | Club          | G           | W           | G           | V           | V          | T          | Saldo      | Punten |
| 1 | SC Woezik     | 3           | 1           | 2           | 0           | 9          | 4          | +5         | 5      |
| 2 | SSS'18        | 3           | 1           | 2           | 0           | 9          | 7          | +2         | 5      |
| 3 | SV Someren    | 3           | 1           | 1           | 1           | 5          | 6          | −1         | 4      |
| 4 | Vv Trekvogels | 3           | 0           | 1           | 2           | 4          | 10         | −6         | 1      |

Groep 15
| # | Club               | Wedstrijden | Wedstrijden | Wedstrijden | Wedstrijden | Doelpunten | Doelpunten | Doelpunten | Punten |
| - | ------------------ | ----------- | ----------- | ----------- | ----------- | ---------- | ---------- | ---------- | ------ |
| # | Club               | G           | W           | G           | V           | V          | T          | Saldo      | Punten |
| 1 | DTS Ede            | 3           | 2           | 1           | 0           | 13         | 2          | +11        | 7      |
| 2 | RKSV Prinses Irene | 3           | 2           | 0           | 1           | 7          | 7          | 0          | 6      |
| 3 | VDZ                | 3           | 1           | 1           | 1           | 2          | 4          | −2         | 4      |
| 4 | FC Gelre           | 3           | 0           | 0           | 3           | 0          | 9          | −9         | 0      |

Groep 16
| # | Club          | Wedstrijden | Wedstrijden | Wedstrijden | Wedstrijden | Doelpunten | Doelpunten | Doelpunten | Punten |
| - | ------------- | ----------- | ----------- | ----------- | ----------- | ---------- | ---------- | ---------- | ------ |
| # | Club          | G           | W           | G           | V           | V          | T          | Saldo      | Punten |
| 1 | RKHVV         | 3           | 3           | 0           | 0           | 12         | 2          | +10        | 9      |
| 2 | SC Klarenbeek | 3           | 2           | 0           | 1           | 8          | 5          | +3         | 6      |
| 3 | VV Eldenia II | 3           | 0           | 1           | 2           | 3          | 9          | −6         | 1      |
| 4 | VV Hoogland   | 3           | 0           | 1           | 2           | 1          | 8          | −7         | 1      |

Groep 17
| # | Club               | Wedstrijden | Wedstrijden | Wedstrijden | Wedstrijden | Doelpunten | Doelpunten | Doelpunten | Punten |
| - | ------------------ | ----------- | ----------- | ----------- | ----------- | ---------- | ---------- | ---------- | ------ |
| # | Club               | G           | W           | G           | V           | V          | T          | Saldo      | Punten |
| 1 | Jong EC Zwolle     | 3           | 3           | 0           | 0           | 20         | 0          | +20        | 9      |
| 2 | FC Berghuizen      | 3           | 2           | 0           | 1           | 5          | 3          | +2         | 6      |
| 3 | The Knickerbockers | 3           | 1           | 0           | 2           | 4          | 14         | −10        | 3      |
| 4 | ONS Sneek          | 3           | 0           | 0           | 3           | 1          | 13         | −12        | 0      |

Groep 18
| # | Club             | Wedstrijden | Wedstrijden | Wedstrijden | Wedstrijden | Doelpunten | Doelpunten | Doelpunten | Punten |
| - | ---------------- | ----------- | ----------- | ----------- | ----------- | ---------- | ---------- | ---------- | ------ |
| # | Club             | G           | W           | G           | V           | V          | T          | Saldo      | Punten |
| 1 | HTC              | 3           | 2           | 1           | 0           | 8          | 5          | +3         | 7      |
| 2 | VV Rigtersbleek  | 3           | 2           | 0           | 1           | 13         | 6          | +7         | 6      |
| 3 | SC Stiens        | 3           | 1           | 1           | 1           | 4          | 6          | −2         | 4      |
| 4 | Oranje Nassau II | 3           | 0           | 0           | 3           | 5          | 13         | −8         | 0      |

Groep 19
| # | Club               | Wedstrijden | Wedstrijden | Wedstrijden | Wedstrijden | Doelpunten | Doelpunten | Doelpunten | Punten |
| - | ------------------ | ----------- | ----------- | ----------- | ----------- | ---------- | ---------- | ---------- | ------ |
| # | Club               | G           | W           | G           | V           | V          | T          | Saldo      | Punten |
| 1 | VIOD               | 3           | 2           | 0           | 1           | 6          | 3          | +3         | 6      |
| 2 | Be Quick '28 II    | 3           | 2           | 0           | 1           | 5          | 6          | −1         | 6      |
| 3 | VV Hollandscheveld | 3           | 1           | 1           | 1           | 4          | 4          | 0          | 4      |
| 4 | VV Witkampers      | 3           | 0           | 1           | 2           | 6          | 8          | −2         | 1      |

Groep 20
| # | Club              | Wedstrijden | Wedstrijden | Wedstrijden | Wedstrijden | Doelpunten | Doelpunten | Doelpunten | Punten |
| - | ----------------- | ----------- | ----------- | ----------- | ----------- | ---------- | ---------- | ---------- | ------ |
| # | Club              | G           | W           | G           | V           | V          | T          | Saldo      | Punten |
| 1 | RKSV De Zweef     | 2           | 1           | 1           | 0           | 5          | 4          | +1         | 4      |
| 2 | VV de Weide       | 2           | 1           | 0           | 1           | 4          | 3          | +1         | 3      |
| 3 | Heerenveense Boys | 2           | 0           | 1           | 1           | 4          | 6          | −2         | 1      |
| 4 | Victoria Boys*    | 0           | 0           | 0           | 0           | 0          | 0          | 0          | 0      |

* Victoria Boys trok zich terug;
Groep 21
| # | Club                 | Wedstrijden | Wedstrijden | Wedstrijden | Wedstrijden | Doelpunten | Doelpunten | Doelpunten | Punten |
| - | -------------------- | ----------- | ----------- | ----------- | ----------- | ---------- | ---------- | ---------- | ------ |
| # | Club                 | G           | W           | G           | V           | V          | T          | Saldo      | Punten |
| 1 | VV Heerenveen        | 2           | 2           | 0           | 0           | 14         | 0          | +14        | 6      |
| 2 | VV Sint Annaparochie | 2           | 1           | 0           | 1           | 5          | 11         | −6         | 3      |
| 3 | VV Vitesse '63       | 2           | 0           | 0           | 2           | 2          | 10         | −8         | 0      |
| 4 | VV Unicum*           | 0           | 0           | 0           | 0           | 0          | 0          | 0          | 0      |

* VV Unicum trok zich terug;
Groep 22
| # | Club            | Wedstrijden | Wedstrijden | Wedstrijden | Wedstrijden | Doelpunten | Doelpunten | Doelpunten | Punten |
| - | --------------- | ----------- | ----------- | ----------- | ----------- | ---------- | ---------- | ---------- | ------ |
| # | Club            | G           | W           | G           | V           | V          | T          | Saldo      | Punten |
| 1 | Be Quick '28    | 3           | 2           | 0           | 1           | 8          | 2          | +6         | 6      |
| 2 | ASC '62         | 3           | 2           | 0           | 1           | 5          | 3          | +2         | 6      |
| 3 | Oranje Nassau   | 3           | 1           | 1           | 1           | 3          | 2          | +1         | 4      |
| 4 | Be Quick Dokkum | 3           | 0           | 1           | 2           | 2          | 11         | −9         | 1      |

#### Tussenronde
| Datum      | Team                      | Uitslag | Team                                 |
| ---------- | ------------------------- | ------- | ------------------------------------ |
| 22 oktober | BVV Barendrecht (2)       | 0 – 0   | EVV Eindhoven AV (3) (w.n.s.)        |
| 22 oktober | Sporting '70 (3) (w.n.s.) | 1 – 1   | FC Rijnvogels (4)                    |
| 22 oktober | VV de Weide (4)           | 1 – 4   | Odysseus '91 (4)                     |
| 22 oktober | Ter Leede II (3)          | 9 – 0   | SSS'18 (4)                           |
| 22 oktober | VV Sint Annaparochie (4)  | 2 – 3   | SC Klarenbeek (4)                    |
| 22 oktober | ASC '62 (4)               | 4 – 3   | SteDoCo (3)                          |
| 22 oktober | VV Reiger Boys (4)        | 7 – 1   | Be Quick '28 II (4)                  |
| 22 oktober | SV Venray (3)             | 0 – 7   | Vv SSS (3)                           |
| 22 oktober | VV Rigtersbleek (4)       | 2 – 0   | HTC (3)                              |
| 22 oktober | VV DSE (3)                | 2 – 2   | VIOD (3) (w.n.s.)                    |
| 22 oktober | RKSV Nuenen (3)           | 7 – 2   | RKSV Prinses Irene (3)               |
| 22 oktober | FC Berghuizen (4)         | 1 – 1   | S.V. Fortuna Wormerveer (3) (w.n.s.) |

#### 1e ronde
De winnaars van de tussenronde kwamen tegen elkaar uit. De wedstrijden werden gespeeld op 17 december 2016.
| Datum       | Team                 | Uitslag     | Team                         |
| ----------- | -------------------- | ----------- | ---------------------------- |
| 22 oktober  | Be Quick '28 (3)     | 0 – 1       | SV Saestum (2)               |
| 22 oktober  | DTS Ede (2)          | 3 – 1       | RKHVV (2)                    |
| 22 oktober  | RKSV De Zweef (4)    | 2 – 3       | VV IJzendijke (3)            |
| 22 oktober  | VV Eldenia (2)       | 4 – 1       | Jong ADO Den Haag (2)        |
| 19 november | Ter Leede II (3)     | 2 – 3       | Vv SSS (3)                   |
| 19 november | Odysseus '91 (4)     | 3 – 2       | SC Woezik (2)                |
| 19 november | RVVH (2)             | 3 – 0       | ASC '62 (4)                  |
| 19 november | VV Reiger Boys (4)   | 0 – 1       | Sporting '70 (3)             |
| 19 november | VV Heerenveen (3)    | 2 – 3       | SC Klarenbeek (4)            |
| 19 november | CTO Eindhoven (–)    | 10 – 0      | ASV Wartburgia (2)           |
| 19 november | RKSV Nuenen (3)      | 0 – 9       | CTO Amsterdam (–)            |
| 19 november | VV Rigtersbleek (4)  | 1 – 5       | Ter Leede (2)                |
| 19 november | EVV Eindhoven AV (3) | 1 – 0       | SC Buitenveldert (2)         |
| 19 november | Jong PEC Zwolle (3)  | 2 – 0       | SC 't Zand (3)               |
| 19 november | VV Amstenrade (4)    | 0 – 2       | VIOD (3)                     |
| 30 november | Jong Telstar (2)     | Geannuleerd | S.V. Fortuna Wormerveer* (3) |

#### 2e ronde
De zestien winnaars van de eerste ronde kwamen tegen elkaar uit. De wedstrijden werden gespeeld op 17 december 2016 en 21 januari 2017.
| Datum       | Team                        | Uitslag | Team                 |
| ----------- | --------------------------- | ------- | -------------------- |
| 17 december | Jong PEC Zwolle (3)         | 6 – 1   | SC Klarenbeek (4)    |
| 17 december | S.V. Fortuna Wormerveer (3) | 5 – 2   | DTS Ede (2)          |
| 17 december | Odysseus '91 (4)            | 1 – 9   | EVV Eindhoven AV (3) |
| 17 december | SV Saestum (2)              | 1 – 0   | CTO Amsterdam (–)    |
| 17 december | RVVH (2)                    | 1 – 0   | VIOD (3)             |
| 17 december | Sporting '70 (3)            | 0 – 1   | Ter Leede (2)        |
| 17 december | VV Eldenia (2)              | 2 – 6   | CTO Eindhoven (–)    |
| 4 februari  | VV IJzendijke (3) (w.n.s.)  | 1 – 1   | Vv SSS (3)           |

#### Achtste finales
De acht winnaars van de tweede ronde en de acht Eredivisie-teams komen tegen elkaar uit.
|                       |                     |                  |                                                                     |                                                        |
| 27 januari 2017 19:00 | Jong PEC Zwolle (3) | 0 – 4 (0 – 2)    | PEC Zwolle (1)                                                      | MAC³PARK stadion, Zwolle Scheidsrechter: Dhr. De Bruin |
| 27 januari 2017 19:00 |                     | Wedstrijdverslag | 12', 64' Yvette van Daelen 14' Rebecca Doejaaren 89' Esmee de Graaf | MAC³PARK stadion, Zwolle Scheidsrechter: Dhr. De Bruin |

|                       |                      |                  |                                                                                                 |                                                                           |
| 27 januari 2017 19:00 | CTO Eindhoven (–)    | 2 – 5 (2 – 2)    | ADO Den Haag (1)                                                                                | Genneper Sportparken, Eindhoven Toeschouwers: 250 Scheidsrechter: L. Moll |
| 27 januari 2017 19:00 | Joëlle Smits 2', 18' | Wedstrijdverslag | 16' Lindsey Keizerweerd 44' Pia Rijsdijk 47' Mijke Roelfsema 70' Vesna Veltrop 90' Eline Koster | Genneper Sportparken, Eindhoven Toeschouwers: 250 Scheidsrechter: L. Moll |

|                       |          | |         |                                                           |
| 28 januari 2017 14:00 | RVVH (2) | 0 – 8 (0 – 4) | PSV (1) | Sportpark Ridderkerk, Ridderkerk Scheidsrechter: M. Laraj |
| 28 januari 2017 14:00 |          | –', –' Vanity Lewerissa –', –' Pleun Raaijmakers Myrthe Moorrees Lucie Akkerman Jeslynn Kuijpers Kirsten Koopmans |         | Sportpark Ridderkerk, Ridderkerk Scheidsrechter: M. Laraj |

|                       |                                |               |                                                                 |                           |
| 28 januari 2017 15:00 | SV Saestum (2)                 | 3 – 4 (1 – 3) | AFC Ajax (1)                                                    | Sportpark Noordweg, Zeist |
| 28 januari 2017 15:00 | Simone van de Weerd –', –', –' |               | Inessa Kaagman Marlous Pieëte Chantal de Ridder Dominique Vugts | Sportpark Noordweg, Zeist |

|                       |               |                  | |                                     |
| 28 januari 2017 15:15 | Ter Leede (2) | 1 – 9 (0 – 4)    | FC Twente (1) | Sportpark De Roodemolen, Sassenheim |
| 28 januari 2017 15:15 | Goal          | Wedstrijdverslag | –' Lineth Beerensteyn –' Renate Jansen –', –' Jill Roord –', –' Ellen Jansen –' Maruschka Waldus –' Sabrine Ellouzi –' Sherida Spitse | Sportpark De Roodemolen, Sassenheim |

|                       |                             |                  |                                                                   |                             |
| 29 januari 2017 14:00 | S.V. Fortuna Wormerveer (3) | 0 – 4 (0 – 1)    | Achilles '29 (1)                                                  | Wateringcomplex, Wormerveer |
| 29 januari 2017 14:00 |                             | Wedstrijdverslag | 44' Michelle van der Laan –', 80' Bonita Theunissen Melanie Bross | Wateringcomplex, Wormerveer |

|                        |                      |                                                                                                |                   |                                 |
| 14 februari 2017 20:00 | EVV Eindhoven AV (3) | 0 – 7 (0 – ?)                                                                                  | sc Heerenveen (1) | Genneper Sportparken, Eindhoven |
| 14 februari 2017 20:00 |                      | –', –' Jassina Blom –', –' Simone Kets –' Kerstin Casparij –' Tiny Hoekstra –' Ingrid Schuiten |                   | Genneper Sportparken, Eindhoven |

|                        |                   |               |                                           |                                               |
| 21 februari 2017 20:00 | VV IJzendijke (3) | 1 – 3 (1 – 1) | SC Telstar VVNH (1)                       | Gemeentelijk Sportpark IJzendijke, IJzendijke |
| 21 februari 2017 20:00 | Carmen Foks 36'   |               | 20', 90+1' Katja Snoeijs 72' Linda Bakker | Gemeentelijk Sportpark IJzendijke, IJzendijke |

#### Kwartfinales
De acht winnaars van de achtste finales komen tegen elkaar uit.
|                     |                   |                  |                     |                                    |
| 10 maart 2017 19:30 | sc Heerenveen (1) | 1 – 1 (0 – 0)    | SC Telstar VVNH (1) | Sportpark Skoatterwâld, Heerenveen |
| 10 maart 2017 19:30 | Simone Kets 85'   | Wedstrijdverslag | 74' Katja Snoeijs   | Sportpark Skoatterwâld, Heerenveen |
| 10 maart 2017 19:30 | Strafschoppen     |                  |                     | Sportpark Skoatterwâld, Heerenveen |
| 10 maart 2017 19:30 | 6 – 5             |                  |                     | Sportpark Skoatterwâld, Heerenveen |

|                     | |                  |                           |                                  |
| 11 maart 2017 17:00 | AFC Ajax (1)                                                                                          | 6 – 2 (3 – 1)    | ADO Den Haag (1)          | Sportpark De Toekomst, Amsterdam |
| 11 maart 2017 17:00 | Loïs Oudemast 3', 8' Inessa Kaagman 25', 87' Desiree van Lunteren 61' Marjolein van den Bighelaar 89' | Wedstrijdverslag | 22', 58' Shanique Dessing | Sportpark De Toekomst, Amsterdam |

|                     |                                                       |                  |                                 |                          |
| 11 maart 2017 19:30 | PEC Zwolle (1)                                        | 3 – 2 (2 – 2)    | FC Twente (1)                   | MAC³PARK stadion, Zwolle |
| 11 maart 2017 19:30 | Nurija van Schoonhoven 15' Yvette van Daelen 30', 57' | Wedstrijdverslag | 42' Ellen Jansen 45' Jill Roord | MAC³PARK stadion, Zwolle |

|                     |                         |                  |                  |                                |
| 12 maart 2017 14:30 | PSV (1)                 | 2 – 0 (0 – 0)    | Achilles '29 (1) | Jan Louwers Stadion, Eindhoven |
| 12 maart 2017 14:30 | Vanity Lewerissa –', –' | Wedstrijdverslag |                  | Jan Louwers Stadion, Eindhoven |

#### Halve finales
De vier winnaars van de kwartfinales komen tegen elkaar uit.
|                     |                       |                  |                                                    |                          |
| 14 april 2017 19:30 | PEC Zwolle (1)        | 1 – 3 (1 – 1)    | AFC Ajax (1)                                       | MAC³PARK stadion, Zwolle |
| 14 april 2017 19:30 | Yvette van Daelen 12' | Wedstrijdverslag | 20', 73' Desiree van Lunteren 67' Anouk Hoogendijk | MAC³PARK stadion, Zwolle |

|                     |                  |                  |                     |                                |
| 16 april 2017 14:30 | PSV (1)          | 1 – 1 (1 – 0)    | sc Heerenveen (1)   | Jan Louwers Stadion, Eindhoven |
| 16 april 2017 14:30 | Nadia Coolen 30' | Wedstrijdverslag | 90+2' Tiny Hoekstra | Jan Louwers Stadion, Eindhoven |
| 16 april 2017 14:30 | Strafschoppen    |                  |                     | Jan Louwers Stadion, Eindhoven |
| 16 april 2017 14:30 | 4 – 3            |                  |                     | Jan Louwers Stadion, Eindhoven |

#### Finale
De winnaars van de halve finales komen tegen elkaar uit. De winnaar van de eerst gelote halve finale wordt als thuisspelend team in de finale aangemerkt. De finale wordt op vrijdag 2 juni 2017 gespeeld in het Kyocera Stadion in Den Haag.
|                                     |                                                          |                                                |     |                                                          |
| 2 juni 2017 19:00 Finale KNVB Beker | AFC Ajax                                                 | 2 – 0 (0 – 0)                                  | PSV | Kyocera Stadion, Den Haag Scheidsrechter: Shona Shukrula |
| 2 juni 2017 19:00 Finale KNVB Beker | Desiree van Lunteren 55' Marjolijn van den Bighelaar 68' | Wedstrijdverslag AFC Ajax Wedstrijdverslag PSV |     | Kyocera Stadion, Den Haag Scheidsrechter: Shona Shukrula |

| Ajax | PSV |

| AFC Ajax       |    |                             |            |
|                |    |                             |            |
| DV             | 22 | Elixabete Sarasola          |            |
| RB             | 5  | Davina Philtjens            |            |
| CV             | 3  | Daphne Koster               |            |
| CV             | 4  | Merel van Dongen            |            |
| LB             | 6  | Anouk Hoogendijk            |            |
| CM             | 8  | Inessa Kaagman              | 65'        |
| CM             | 17 | Kelly Zeeman                |            |
| AM             | 10 | Desiree van Lunteren        | Kreeg geel |
| RV             | 7  | Marlous Pieëte              | 77'        |
| SP             | 11 | Marjolijn van den Bighelaar |            |
| LV             | 19 | Loïs Oudemast               | 86'        |
| Wisselspelers: |    |                             |            |
| DV             | 1  | Paulina Quaye               |            |
| VD             | –  | Onbekend                    |            |
| VD             | –  | Onbekend                    |            |
| MV             | 24 | Lucienne Reichardt          | 77'        |
| MV             | 16 | Betsy Hassett               | 86'        |
| AV             | 25 | Antoinette Payne            | 65'        |
| AV             | –  | Onbekend                    |            |
| Coach:         |    |                             |            |
| Ed Engelkes    |    |                             |            |

| ADO Den Haag     |    |                      |     |
|                  |    |                      |     |
| DV               | 1  | Angela Christ        |     |
| RB               | 4  | Lucie Akkerman       | 65' |
| CV               | 8  | Myrthe Moorrees      | 70' |
| CV               | 14 | Aniek Nouwen         |     |
| LB               | 3  | Maureen Sanders      |     |
| CM               | 12 | Yvonne van Schijndel |     |
| CM               | 15 | Kim Mourmans         |     |
| AM               | 10 | Sisca Folkertsma     |     |
| RV               | 21 | Kirsten Koopmans     |     |
| SP               | 11 | Vanity Lewerissa     |     |
| LV               | 19 | Jeslynn Kuipers      |     |
| Wisselspelers:   |    |                      |     |
| DV               | 16 | Annarens Tijm        |     |
| VD               | –  | Onbekend             |     |
| VD               | –  | Onbekend             |     |
| MV               | –  | Onbekend             |     |
| MV               | –  | Onbekend             |     |
| AV               | 7  | Nadia Coolen         | 65' |
| AV               | 20 | Vanessa Susanna      | 70' |
| Coach:           |    |                      |     |
| Nebojša Vuckovic |    |                      |     |

| KNVB Beker 2016/17 |
| ------------------ |
| AFC Ajax 2de titel |

### Statistieken

##### Doelpuntenmakers
* Vanaf de 1/8 finales
| #  | Naam                        | Club            | Goal |
| -- | --------------------------- | --------------- | ---- |
| 1. | Yvette van Daelen           | PEC Zwolle      | 5    |
| 2. | Vanity Lewerissa            | PSV             | 4    |
| 2. | Desiree van Lunteren        | AFC Ajax        | 4    |
| 3. | Simone van de Weerd         | SV Saestum      | 3    |
| 3. | Inessa Kaagman              | AFC Ajax        | 3    |
| 3. | Katja Snoeijs               | SC Telstar VVNH | 3    |
| 3. | Simone Kets                 | sc Heerenveen   | 3    |
| 3. | Jill Roord                  | FC Twente       | 3    |
| 3. | Ellen Jansen                | FC Twente       | 3    |
| 4. | Marjolein van den Bighelaar | AFC Ajax        | 2    |
| 4. | Jassina Blom                | sc Heerenveen   | 2    |
| 4. | Tiny Hoekstra               | sc Heerenveen   | 2    |
| 4. | Loïs Oudemast               | AFC Ajax        | 2    |
| 4. | Pleun Raaijmakers           | PSV             | 2    |
| 4. | Joëlle Smits                | CTO Eindhoven   | 2    |
| 4. | Bonita Theunissen           | Achilles '29    | 2    |

| #  | Naam                | Club            | Goal |
| -- | ------------------- | --------------- | ---- |
| 5. | Lucie Akkerman      | PSV             | 1    |
| 5. | Linda Bakker        | SC Telstar VVNH | 1    |
| 5. | Lineth Beerensteyn  | FC Twente       | 1    |
| 5. | Melanie Bross       | Achilles '29    | 1    |
| 5. | Kerstin Casparij    | sc Heerenveen   | 1    |
| 5. | Nadia Coolen        | PSV             | 1    |
| 5. | Shanique Dessing    | ADO Den Haag    | 1    |
| 5. | Rebecca Doejaaren   | PEC Zwolle      | 1    |
| 5. | Sabrine Ellouzi     | FC Twente       | 1    |
| 5. | Carmen Foks         | VV IJzendijke   | 1    |
| 5. | Esmee de Graaf      | PEC Zwolle      | 1    |
| 5. | Anouk Hoogendijk    | AFC Ajax        | 1    |
| 5. | Renate Jansen       | FC Twente       | 1    |
| 5. | Lindsey Keizerweerd | ADO Den Haag    | 1    |
| 5. | Eline Koster        | ADO Den Haag    | 1    |
| 5. | Kirsten Koopmans    | PSV             | 1    |

| #  | Naam                   | Club          | Goal |
| -- | ---------------------- | ------------- | ---- |
| 5. | Jeslynn Kuipers        | PSV           | 1    |
| 5. | Michelle van der Laan  | Achilles '29  | 1    |
| 5. | Myrthe Moorrees        | PSV           | 1    |
| 5. | Marlous Pieëte         | AFC Ajax      | 1    |
| 5. | Chantal de Ridder      | AFC Ajax      | 1    |
| 5. | Pia Rijsdijk           | ADO Den Haag  | 1    |
| 5. | Mijke Roelfsema        | ADO Den Haag  | 1    |
| 5. | Nurija van Schoonhoven | PEC Zwolle    | 1    |
| 5. | Ingrid Schuiten        | sc Heerenveen | 1    |
| 5. | Sherida Spitse         | FC Twente     | 1    |
| 5. | Vesna Veltrop          | ADO Den Haag  | 1    |
| 5. | Dominique Vugts        | AFC Ajax      | 1    |
| 5. | Maruschka Waldus       | FC Twente     | 1    |
| 5. | Onbekend               | SV Saestum    | 1    |
| 5. | Onbekend               | Ter Leede     | 1    |

#### Deelnemers per ronde
Het aantal deelnemers per divisie per ronde is:
| Deelnemerscategorie | Groepsfase | Tussenronde | 1e ronde   | 2e ronde   | Achtste finale | Kwartfinale | Halve finale | Finale      | Winnaar     |
| ------------------- | ---------- | ----------- | ---------- | ---------- | -------------- | ----------- | ------------ | ----------- | ----------- |
| Eredivisie          | 0bye       | 0bye        | 0bye       | 0bye       | 08 (50,0%)     | 08 (100,0%) | 04 (100,0%)  | 02 (100,0%) | 01 (100,0%) |
| Topklasse           | 12 (13,6%) | 01 (4,2%)   | 11 (34,4%) | 05 (31,2%) | 03 (18,8%)     | 00 (0,0%)   | 00 (0,0%)    | 00 (0,0%)   | 00 (0,0%)   |
| Hoofdklasse         | 26 (29,6%) | 12 (50,0%)  | 12 (37,5%) | 07 (43,8%) | 04 (25,0%)     | 00 (0,0%)   | 00 (0,0%)    | 00 (0,0%)   | 00 (0,0%)   |
| Eerste klasse       | 48 (54,5%) | 11 (45,8%)  | 07 (21,9%) | 02 (12,5%) | 00 (0,0%)      | 00 (0,0%)   | 00 (0,0%)    | 00 (0,0%)   | 00 (0,0%)   |
| CTO                 | 02 (2,3%)  | 00 (0,0%)   | 02 (6,2%)  | 02 (12,5%) | 01 (6,2%)      | 00 (0,0%)   | 00 (0,0%)    | 00 (0,0%)   | 00 (0,0%)   |
| Totaal              | 88         | 24          | 32         | 16         | 16             | 8           | 4            | 2           | 1           |

## Districtsbekers
Om de KNVB districtsbekers Groep 2 Categorie A streden dit jaar de Tweede- en Derde klassers van dit seizoen, alsmede de Eerste klassers die in de poulefase van de KNVB Beker voor vrouwen werden uitgeschakeld. De zes districtsbekerwinnaars van dit seizoen waren Heerenveense Boys (Noord), FC Gelre (Oost), ASV Wartburgia-2 (West I), BVV Barendrecht-2 (West II), VV Bavel (Zuid I) en VV Helden (Zuid II).
| Datum               | Thuisclub          | uitslag     | Uitclub            |
| Kwartfinale         | Kwartfinale        | Kwartfinale | Kwartfinale        |
| ------------------- | ------------------ | ----------- | ------------------ |
| 25 februari         | ACV                | 3-2         | Be Quick Dokkum    |
| 25 februari         | Heerenveense Boys  | 9-0         | SC Emmeloord       |
| 01 maart            | VIOD-2             | 1-2         | Vitesse '63        |
| 04 maart            | VV Helpman         | 1-3         | The Knickerbockers |
| Halve finale        |                    |             |                    |
| 15 april            | ACV                | 0-1         | Vitesse '63        |
| 15 april            | The Knickerbockers | 1-5         | Heerenveense Boys  |
| Finale bij VV Emmen |                    |             |                    |
| 10 juni             | Heerenveense Boys  | 2-1         | Vitesse '63        |

| Datum                    | Thuisclub     | uitslag     | Uitclub       |
| Kwartfinale              | Kwartfinale   | Kwartfinale | Kwartfinale   |
| ------------------------ | ------------- | ----------- | ------------- |
| 04 februari              | DTS Ede-2     | 0-4         | VV Witkampers |
| 04 februari              | FC Gelre      | 8-0         | SVZW          |
| 04 februari              | VV Heino      | 0-7         | SC Hoevelaken |
| 05 februari              | Longa '30     | 3-1         | VIOS B.       |
| Halve finale             |               |             |               |
| 15 april                 | SC Hoevelaken | 3-0         | Longa '30     |
| 17 april                 | VV Witkampers | 1-3         | FC Gelre      |
| Finale bij SC Hoevelaken |               |             |               |
| 25 mei                   | FC Gelre      | 4-2         | SC Hoevelaken |

| Datum                    | Thuisclub          | Uitslag     | Uitclub            |
| Kwartfinale              | Kwartfinale        | Kwartfinale | Kwartfinale        |
| ------------------------ | ------------------ | ----------- | ------------------ |
| 25 februari              | SC Buitenveldert-3 | 5-0         | Delta Sports       |
| 25 februari              | CSW                | 0-3         | SDO Bussum         |
| 25 februari              | RKVV DSS-2         | 0-1         | ASV Wartburgia-2   |
| 25 februari              | VV Limmen          | 4-2         | RKVV DSS           |
| Halve finale             |                    |             |                    |
| 15 april                 | VV Limmen          | 1-2         | ASV Wartburgia-2   |
| 15 april                 | SDO Bussum         | 1-2         | SC Buitenveldert-3 |
| Finale bij Legmeervogels |                    |             |                    |
| 19 mei                   | ASV Wartburgia-2   | 2-1 nv      | SC Buitenveldert-3 |

| Datum          | Thuisclub         | Uitslag     | Uitclub      |
| Kwartfinale    | Kwartfinale       | Kwartfinale | Kwartfinale  |
| -------------- | ----------------- | ----------- | ------------ |
| 21 januari     | ARC               | 2-0         | RKDEO        |
| 21 januari     | BVV Barendrecht-2 | 6-1         | VV Rhoon     |
| 21 januari     | SV Bernardus      | 3-2         | DSVP         |
| 21 januari     | SSS               | 2-3         | CVV Berkel   |
| Halve finale   |                   |             |              |
| 25 februari    | ARC               | 0-1         | CVV Berkel   |
| 04 maart       | BVV Barendrecht-2 | 6-0         | SV Bernardus |
| Finale bij ARC |                   |             |              |
| 20 mei         | BVV Barendrecht-2 | 3-0         | CVV Berkel   |

| Datum              | Thuisclub    | Uitslag     | Uitclub        |
| Kwartfinale        | Kwartfinale  | Kwartfinale | Kwartfinale    |
| ------------------ | ------------ | ----------- | -------------- |
| 17 december        | BSC          | 1-4         | SV Smerdiek    |
| 17 december        | OVV '67      | 2-1         | VV Oostkapelle |
| 17 december        | RKVV Schijf  | 3-1         | GJS            |
| 18 december        | OJC Rosmalen | 1-3         | VV Bavel       |
| Halve finale       |              |             |                |
| 15 april           | VV Bavel     | 3-0         | OVV '67        |
| 22 april           | RKVV Schijf  | 3-1         | SV Smerdiek    |
| Finale bij MOC '17 |              |             |                |
| 20 mei             | VV Bavel     | 3-0         | RKVV Schijf    |

| Datum                 | Thuisclub        | Uitslag     | Uitclub          |
| Kwartfinale           | Kwartfinale      | Kwartfinale | Kwartfinale      |
| --------------------- | ---------------- | ----------- | ---------------- |
| 20 november           | Geusselt Sport   | 5-0         | UDI '19          |
| 20 november           | VV Helden        | 3-2         | RKSV Wittenhorst |
| 20 november           | OVCS             | 1-4         | DAW              |
| 18 december           | VV Nooit Gedacht | 1-2         | RKMSV            |
| Halve finale          |                  |             |                  |
| 17 april              | Geusselt Sport   | 0-1         | DAW              |
| 17 april              | RKMSV            | 0-3         | VV Helden        |
| Finale bij SV Leveroy |                  |             |                  |
| 21 mei                | VV Helden        | 2-1         | DAW              |